# Старые Каракушаны
Старые Каракушаны, Каракушений Векь (рум. Caracuşenii Vechi) — село в Бричанском районе Молдавии. Относится к сёлам, не образующим коммуну.

## География
Село расположено на высоте 197 метров над уровнем моря.

## Население
По данным переписи населения 2004 года, в селе Старые Каракушаны проживает 4198 человек (2012 мужчины, 2186 женщин).
Этнический состав села:
| Национальность | Число жителей | Процентный состав |
| -------------- | ------------- | ----------------- |
| молдаване      | 4137          | 98,55             |
| украинцы       | 25            | 0,6               |
| русские        | 21            | 0,5               |
| румыны         | 9             | 0,21              |
| евреи          | 3             | 0,07              |
| болгары        | 2             | 0,05              |
| прочие         | 1             | 0,02              |
| Всего          | 4198          | 100 %             |